# 2015 en Finlande
Chronologie de la Finlande
- 2011
- 2012
- 2013
- 2014
- 2015
- 2016
- 2017
- 2018
- 2019

Cette page concerne les évènements survenus en 2015 en Finlande :

## Événements
- 19 avril : les élections législatives finlandaises de 2015 ont eu lieu. En tant que chef du plus grand parti, Juha Sipilä, du centre, a été chargé de former la nouvelle coalition gouvernementale.
- 29 mai : les négociations de coalition ont conduit à la formation du gouvernement Sipilä.

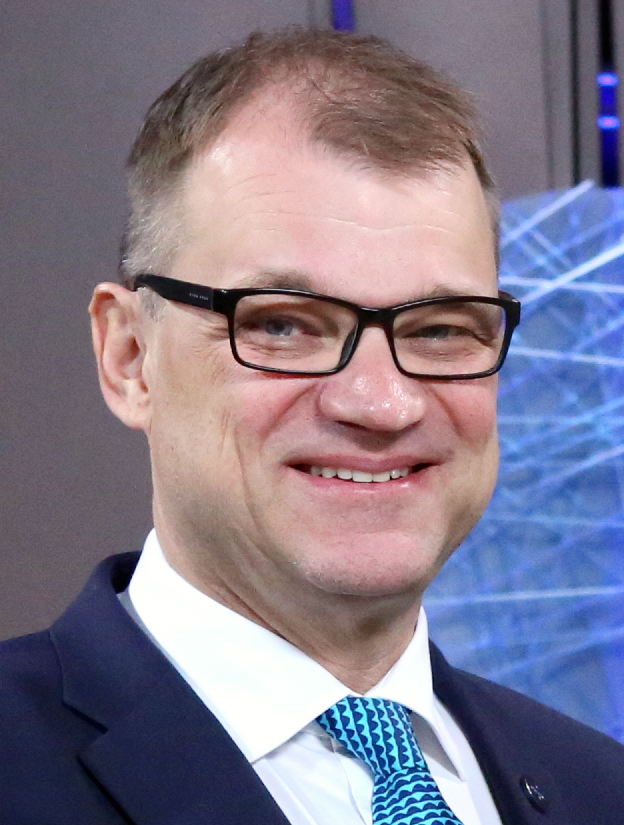
Juha Sipilä.

- 18 octobre : élections législatives ålandaises de 2015. Elles ont permis le renouvellement des 30 sièges du Lagting, le parlement régional.

## Sport
- Championnat d'Europe de rugby-fauteuil 2015
- Championnat de Finlande de football 2015
- Championnat de Finlande de hockey sur glace 2014-2015
- Championnats du monde de biathlon 2015
- Finlande aux Jeux européens de 2015
- Rallye de Finlande 2015

## Culture

### Sortie de film
- Armi elää!
- Deux Nuits jusqu'au matin
- Häiriötekijä
- Le Maître d'escrime (film, 2015)
- Que viva Eisenstein!
- La Reine-garçon
- Toiset tytöt